# 빌보드 200

《빌보드》 200(Billboard 200)은 《빌보드》 지에 실리는 순위 중 하나로 기타 음악 잡지와 통계에서 인용하는 빌보드 차트라고 불리는 메인 차트인 《빌보드》 핫 100 보단 아니지만 핫100을 제외한 빌보드 내의 테마 차트 중엔 가장 인지도가 있는 차트 중 하나이다.
핫100과는 다르게 팬덤의 영향력을 측정할 수 있는 음반과 EP를 대상으로 하며, 앨범 판매량을 기준으로 순위를 매긴다. 이 때문에 오프라인에서 인기가 없는 곡도 자주 차트인 하는 편이며, 오래된 곡도 다른 잡지 차트나 빌보드의 여타 차트에 비해 비교적 많이 보이는 편이다.

## 《빌보드》 200과 한국
한국인 음악가 중에서는 2009년 3월에 보아가 첫 미국 정규 앨범 《BoA》로 《빌보드》 200에서 127위에 올라 처음으로 《빌보드》 200 차트에 입성하였다. 2014년에는 2NE1이 2집 《CRUSH》로 61위에 진입했고, 같은 해 EXO는 《OVERDOSE》로 95위에 《빌보드》 200에 입성하였다.
2015년 방탄소년단은 네 번째 미니 앨범 《화양연화 pt.2》으로 171위로 《빌보드》 200에 입성하였고, 2016년 스페셜 앨범 《화양연화 Young Forever》로 107위, 두 번째 정규 앨범 《WINGS》은 《빌보드》 200에 26위로 진입해 한국 가수 중 최고 기록을 세운 동시에 《빌보드》 200 3개 앨범 연속 진입 기록과 2주 연속 차트 진입하였다. 2017년 9월 발매한 다섯 번째 미니 앨범 《Love Yourself 承 `Her`》으로 《빌보드》 200 7위에 진입해 한국 가수 최고 순위이자 아시아 최고 신기록을 세우며 기존 기록들을 갈아치웠고 2018년 2월 27일자로 20주 동안 머무르는 대기록을 세웠다. 2018년 5월 18일, 세 번째 정규 앨범 《LOVE YOURSELF 轉 'Tear'》로 아시아권에선 최초로 《빌보드》 200 차트 1위에 올랐다. 이와 함께 7개 앨범이 연속 《빌보드》 200 차트에 오르는 기록도 세웠다. 비영어권 음반이 1위에 오른건 12년만이다.
2018년 6월 블랙핑크가 《빌보드》 200차트에서 첫 번째 미니 앨범(EP 앨범)인 《SQUARE UP》으로 한국 걸그룹 최초로 차트 40위를 기록했다. 2019년 4월에는 EP 앨범 《Kill This Love》로 종전 순위보다 상승한 24위에 랭크되었고 2020년 10월에는 블랙핑크의 첫 정규앨범 《THE ALBUM》으로 본인들이 세웠던 걸그룹 기록을 자체 경신하며 《빌보드》 200 차트 2위에 올랐다.
이외에 2020년 2월에 몬스타엑스가 미국 첫 정규 앨범인 《All about luv》로 《빌보드》 200차트 5위를 기록했고, 2020년 3월 NCT 127 또한 정규 2집 《NCT #127 Neo Zone》으로 《빌보드》 200차트 5위를 기록했다. 2023년 2월 투모로우바이투게더가 다섯 번째 미니엘범 《이름의 장: TEMPTATION》으로 미국 《빌보드》 200차트 1위를 기록했다.
트와이스는 빌보드 메인차트 중 하나인 《빌보드》 200에 2020년 6월 《MORE & MORE》로 200위 입성에 성공한 뒤 《Eyes Wide Open》에서 72위, 2021년 6월 정규 3집 《Taste of Love》로 6위, 2022년 8월 《BETWEEN 1&2》에서 3위, 《READY TO BE》로 《빌보드》 200 2위를 달성하였고, 2024년 3월에 《With YOU-th》로 블랙핑크, 뉴진스에 이어 걸그룹 3번째로 1위에 달성하였다. 또한 나연의 솔로 《IM NAYEON》이 7위, 지효의 솔로 《ZONE》이 14위를 기록했다.

## 음반 기록

### 1위 기간
- 54주 《West Side Story》 사운드트랙 레너드 번스타인 (1962-1963년)
- 37주 《Thriller》 마이클 잭슨 (1983-1984년)
- 31주 《Calypso》 해리 벨라폰테 (1956-1957년)
- 31주 《South Pacific》 사운드트랙 (1958–1959년)
- 31주 《Rumours》 플리트우드 맥 (1977–1978년)
- 24주 《21》 아델 (2011-2012년)
- 24주 《Saturday Night Fever》 비 지스/사운드 트랙 (1978년)
- 24주 《Purple Rain》 프린스, 더 레볼루션 (1984-1985년)
- 21주 《Please Hammer Don't Hurt 'Em》 MC 해머 (1990년)
- 20주 《The Bodyguard》 휘트니 휴스턴/사운드 트랙 (1992–1993년)
- 20주 《Blue Hawaii》 엘비스 프레슬리/사운드 트랙 (1961–1962년)

### 차트에 유지된 기간
- 892주 《The Dark Side of the Moon》 핑크 플로이드
- 490주 《Johnny's Greatest Hits》 조니 마티스
- 480주 《My Fair Lady》 오리지널 캐스트 리코딩
- 331주 《Highlights from the Phantom of the Opera》 오리지널 캐스트 리코딩
- 319주 《Metallica》 메탈리카
- 318주 《Journey's Greatest Hits》 – 저니
- 312주 《Tapestry》 캐롤 킹
- 305주 《Oklahoma!》 사운드 트랙
- 295주 《Heavenly》 조니 마티스
- 290주 《Legend》 밥 말리 앤 더 웨일러스
- 282주 《MCMXC a.D.》 이니그마
- 278주 《Nevermind》 너바나

### 그 외의 기록
- 롤링 스톤즈는 36개의 음반을 10위권에 올렸다.
- 엘비스 프레슬리는 114개의 음반을 순위에 올렸다.
- 비틀즈는 20개의 음반을 1위에 올렸다.
- 비틀즈의 차트 1위 음반들은 총합 132주간 차트에 올랐다.